# ゆうむはじめ
ゆうむ はじめ（1955年11月9日 - ）は、日本のオカルト研究家、謎本ライター、小説家。
西風隆介（ならい りゅうすけ）名義で小説も執筆している。

## 人物
兵庫県神戸市出身。鳥取大学農学部農芸化学科卒業後、丸の内にある商社に就職し、サラリーマンとして4年間勤務したのち、「オカルト現象は科学の領域で説明できる」という信念を抱いて、超能力や霊、気功等を研究する傍ら、東京サザエさん学会に対抗して、「サザエさん」についての研究をするための組織「世田谷サザエさん研究会」を立ち上げ、著書「サザエさんの秘密」「サザエさんの悲劇」など（以上データハウス刊）を刊行、東京サザエさん学会の研究を痛烈に批判し、週刊文春で東京サザエさん学会のメンバーが「恥を知れ!!世田谷サザエさん研究会」なる反論記事が取り上げられるなどして、論争になったことでも知られた。また、「世田谷○○研究会」（○○には作品名などが入る）の名義で「ドラえもん」や「ドラゴンボール」「金田一少年の事件簿」などの研究本（いわゆる謎本）を多く執筆した。2000年以降は「西風隆介」名義で『神の系譜』シリーズなどの小説を発表している。
なお、本人曰く「敬虔なる無神論者」とのことである。

## 著作

### 超能力関係
- 『Mr.マリック超魔術の嘘』（データハウス、1990年）
- 『Mr.マリック超魔術の嘘・再び―トリックの完全解析!』（データハウス、1990年）
- 『Mr.マリック超魔術の嘘〈実践編〉』（データハウス、1990年）
- 『新幽霊科学―神秘体験のベールを剥ぐ!』（徳間書店、1991年）
- 『宜保愛子・霊能力の真相』（データハウス、1991年）
- 『どこが超能力やねん―イカサマ超常現象を暴く!!』（データハウス、1992年）
- 『ギャンブルに勝つ超能力理論』（データハウス、1992年）

### 謎本
- 『サザエさんの秘密』（データハウス、1993年） - 「世田谷サザエさん研究会」名義
- 『ドラえもんの秘密』（データハウス、1993年） - 「世田谷ドラえもん研究会」名義
- 『サザエさんの悲劇』（データハウス、1993年） - 「世田谷サザエさん研究会」名義
- 『ドラゴンボールの秘密』（データハウス、1993年） - 「世田谷ドラゴンボール研究会」名義
- 『高校教師の秘密』（データハウス、1993年）
- 『ドラえもん研究完全事典』（データハウス、1994年） - 「世田谷ドラえもん研究会」名義
- 『超ゴクウの研究』（データハウス、1994年） - 「世田谷ドラゴンボール研究会」名義
- 『金田一少年の推理ミス』（データハウス、1995年） - 「世田谷トリック研究会」名義
- 『金田一少年の推理ミス2』（データハウス、1995年） - 「世田谷トリック研究会」名義
- 『金田一少年の推理ミス 激闘編』（データハウス、1996年） - 「世田谷トリック研究会」名義
- 『金田一少年の推理ミス 復讐編』（データハウス、1996年） - 「世田谷トリック研究会」名義
- （志水一夫、横屋正朗共著）『「神々の指紋」の超真相』（データハウス、1996年）
- 『京極堂の偽』（データハウス、1997年） - 「津田庄一」名義

### 小説
※「西風隆介」名義
- 『神の系譜 竜の封印』（徳間書店、2000年）
- 『神の系譜II 真なる豹』（徳間書店、2000年）
- 『神の系譜 幽霊の国』（徳間書店、2002年）
- 『神の系譜 幽霊の国・解』（徳間書店、2002年）
- 『神の系譜 竜の時間 亡国』（徳間書店、2003年）
- 『神の系譜 竜の時間 神国』（徳間書店、2003年）
- 『神の系譜 特別篇 竜の秘密』（徳間書店、2004年）
- 『SANCTUM ゼフィロス』（徳間書店、2005年）
- 『神の系譜 竜の源 高句麗』（徳間書店、2006年）
- 『神の系譜 竜の源 新羅』（徳間書店、2010年）